# Francisco José de Castro

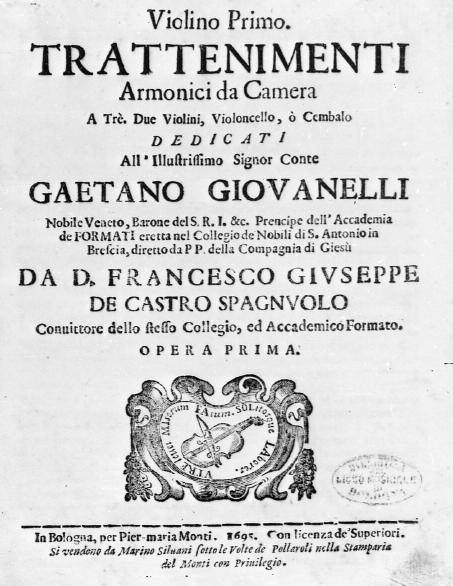
Titelseite des Trattenimenti Armonici, op. 1 von Francisco José de Castro, das 1695 in Bologna bei Pier Maria Monti veröffentlicht wurde.

Francisco José de Castro oder Francesco Giuseppe de Castro lo spagnuolo (* nach 1670; † um 1730) war ein in Italien lebender Komponist spanischer Herkunft.

## Leben und Wirken
Francisco José de Castro war adeliger Herkunft und studierte am Jesuitenkolleg „Collegio de’ Nobili“ in Brescia. Musikunterricht hatte er bei Paris Francesco Alghisi (1666–1733), dem Kapellmeister des Collegio. Bereits während seiner Studienzeit veröffentlichte er eine Sammlung aus 10 drei- und viersätzigen Triosonaten unter dem Titel Trattenimenti Armonici da camera op. 1, die 1695 beim Verleger Monti in Bologna gedruckt wurde und dem Principe des Collegio, dem Grafen Gaetano Giovanelli gewidmet waren. Die Sonaten folgen dem Fugatostil der Kammersonaten Arcangelo Corellis, sie beginnen mit einem Preludio, dem bis zu drei Tanzsätze folgen. Ein Exemplar der Sonaten befindet sich in der Biblioteca del Liceo Musicale di Bologna.
1708 erschienen ebenfalls in Bologna unter dem Pseudonym „Accademico Formato“, die 8 Concerti op. 4 unter dem Titel Concerti accademici à quattro, cioè un’ oboè, due violini, e violone, con la parte per il cembalo, die möglicherweise von de Castro verfasst wurden.
Fraglich ist, ob es sich bei dem in Johann Gottfried Walthers Musicalisches Lexicon oder Musicalische Bibliothec vermerkten Musiker am Hofe des Großherzogs von Florenz, Franciscus de Castris, der im Oktober 1724 in Rom verstarb und einem Verwandten ein Vermögen von 100000 Thalern hinterließ, um die gleiche Person handelt.

## Diskografie
- Unter der Mitwirkung des spanischen Barockgeigers Emilio Moreno entstand 1995 eine Gesamteinspielung der Trattenimenti Armonici.